# Blue City
Blue City (Ciudad peligrosa en España y Ciudad corrompida en Hispanoamérica) es una película estadounidense de 1986 dirigida por Michelle Manning y protagonizada por Judd Nelson, Ally Sheedy y David Caruso. 
La película está basada en una novela original de Ross MacDonald y fue también el debut y la única película rodada por la directora Michelle Manning, cuyos trabajos anteriores eran televisivos.

## Argumentación
Billy Turner es el hijo del alcalde de la población. Siempre ha sido un rebelde malcriado. Tras una pelea él acaba en la cárcel, pero Billy sabe que con una llamada, su padre lo sacará de allí, cosa que conseguirá sin problemas gracias a su influencia como alcalde. Sin embargo, al efectuar la llamada, Billy descubre que su padre ha sido asesinado. Cuando finalmente consigue salir de la cárcel, él, ayudado por su novia Anni y su hermano, se tendrá que enfrentar al jefe de la mafia para vengar la muerte de su progenitor.

## Reparto
| Actor          | Personaje            |
| -------------- | -------------------- |
| Judd Nelson    | Billy Turner         |
| Ally Sheedy    | Annie Rayford        |
| David Caruso   | Joey Rayford         |
| Paul Winfield  | Jefe Luther Reynolds |
| Scott Wilson   | Perry Kerch          |
| Anita Morris   | Malvina Kerch-Turner |
| Luis Contreras | Teniente Ortiz       |

## Producción
Se adaptó la película para que se hiciese más aceptable al público juvenil.

## Recepción
La película tuvo poco éxito de taquilla y en la crítica.
En el presente la producción cinematográfica ha sido valorada en portales cinematográficos en el Internet. En IMDb, con aproximadamente 1300 votos registrados por parte de los usuarios, la película obtiene una media ponderada de 4,4 sobre 10. En cuanto a Rotten Tomatoes, los más de 100 votos registrados en el portal dieron a este filme una valoración media de 2,4 de 5. En cuanto al periódico La Vanguardia, los usuarios que dieron su opinión allí le dieron a la película una aprobación del 48%.